# Västersjön, Bohuslän
Västersjön är en sjö i Lilla Edets kommun i Bohuslän och ingår i Göta älvs huvudavrinningsområde. Sjön är 10,1 meter djup, har en yta på 0,284 kvadratkilometer och befinner sig 105,8 meter över havet. Vid provfiske har abborre och gädda fångats i sjön.

## Delavrinningsområde
Västersjön ingår i det delavrinningsområde (644746-128249) som SMHI kallar för Mynnar i Göta älvs vattendragsyta. Medelhöjden är 103 meter över havet och ytan är 27,12 kvadratkilometer. Det finns inga avrinningsområden uppströms utan avrinningsområdet är högsta punkten. Vattendraget som avvattnar avrinningsområdet har biflödesordning 2, vilket innebär att vattnet flödar genom totalt 2 vattendrag innan det når havet efter 54 kilometer. Avrinningsområdet består mestadels av skog (72 %) och jordbruk (12 %). Avrinningsområdet har 1,63 kvadratkilometer vattenytor vilket ger det en sjöprocent på 6 %.